# Lista de deputados estaduais do Pará da 20.ª legislatura
Esta é a lista de deputados estaduais do Pará para a legislatura 2023–2027. Nas eleições estaduais no Pará em 2022 foram eleitos 41 deputados estaduais.

## Mesa diretora

### Primeira mesa
Na primeira metade do mandato,  Chicão foi eleito presidente.
| Cargo               | Nome           | Partido |
| ------------------- | -------------- | ------- |
| Presidente          | Chicão         | MDB     |
| 1.° Vice-presidente | Luth Rebelo    | PP      |
| 2.º Vice-presidente | Gustavo Sefer  | PSD     |
| 1.° Secretário      | Cilene Couto   | PSDB    |
| 2.° Secretário      | Elias Santiago | PT      |
| 3.° Secretário      | Adriano Coelho | PDT     |
| 4.° Secretário      | Aveilton Souza | PL      |

### Deputados estaduais eleitos
Foram escolhidos 41 deputados estaduais para a Assembleia Legislativa do Pará.
| Deputados estaduais eleitos | Partido      | Votação | Percentual | Cidade onde nasceu    | Unidade federativa |
| Chamonzinho                 | MDB          | 109.287 | 2,40%      | Marabá                | Pará               |
| Iran Lima                   | MDB          | 92.710  | 2,04%      | Moju                  | Pará               |
| Cilene Couto                | PSDB         | 91.611  | 2,01%      | Belém                 | Pará               |
| Chicão                      | MDB          | 91.542  | 2,01%      | Cruzeiro do Sul       | Acre               |
| Rogério Barra               | PL           | 81.698  | 1,80%      | Belém                 | Pará               |
| Erick Monteiro              | PSDB         | 78.053  | 1,71%      | Capitão Poço          | Pará               |
| Adriano Coelho              | PDT          | 74.795  | 1,64%      | Belém                 | Pará               |
| Gustavo Sefer               | PSD          | 73.188  | 1,61%      | Belém                 | Pará               |
| Igor Normando               | PODE         | 71.906  | 1,58%      | Belém                 | Pará               |
| Dirceu Ten Caten            | PT           | 66.396  | 1,46%      | Marabá                | Pará               |
| Braz                        | PDT          | 65.496  | 1,44%      | Presidente Dutra      | Maranhão           |
| Luth Rebelo                 | PP           | 62.596  | 1,37%      | Belém                 | Pará               |
| Zeca Pirão                  | MDB          | 61.766  | 1,36%      | Belém                 | Pará               |
| Ronie Silva                 | MDB          | 61.297  | 1,35%      | Tomé-Açu              | Pará               |
| Paula Titan                 | MDB          | 61.219  | 1,34%      | Castanhal             | Pará               |
| Fábio Freitas               | Republicanos | 58.689  | 1,29%      | São Bernardo do Campo | São Paulo          |
| Angelo Ferrari              | MDB          | 58.104  | 1,28%      | Oriximiná             | Pará               |
| Carlos Vinicios             | MDB          | 57.998  | 1,27%      | Miranorte             | Tocantins          |
| Martinho Carmona            | MDB          | 56.791  | 1,24%      | Belém                 | Pará               |
| Antônio Tonheiro            | PP           | 56.202  | 1,23%      | Capitão Poço          | Pará               |
| Ana Cunha                   | PSDB         | 55.725  | 1,22%      | Barcarena             | Pará               |
| Diana Belo                  | MDB          | 52.685  | 1,16%      | Capitão Poço          | Pará               |
| Dr. Wanderlan               | MDB          | 52.361  | 1,15%      | Belém                 | Pará               |
| Eraldo Pimenta              | MDB          | 51.986  | 1,14%      | Salto da Divisa       | Minas Gerais       |
| Thiago Araújo               | Republicanos | 49.411  | 1,08%      | Belém                 | Pará               |
| Bob Fllay                   | PTB          | 48.452  | 1,06%      | Belém                 | Pará               |
| Victor Dias                 | UNIÃO        | 48.235  | 1,06%      | Belém                 | Pará               |
| Andreia Xarão               | MDB          | 48.006  | 1,05%      | Breves                | Pará               |
| Nilton Neves                | PSD          | 47.307  | 1,04%      | Belém                 | Pará               |
| Lu Ogawa                    | PP           | 46.262  | 1,02%      | Barcarena             | Pará               |
| Elias Santiago              | PT           | 44.734  | 0,98%      | Bujaru                | Pará               |
| Maria do Carmo              | PT           | 43.255  | 0,95%      | Santarém              | Pará               |
| Wescley Tomaz               | PSC          | 40.301  | 0,88%      | Ubajara               | Ceará              |
| Josué Paiva                 | Republicanos | 36.874  | 0,81%      | Monte Alegre          | Pará               |
| Fábio Filgueiras            | PSB          | 35.626  | 0,78%      | Belém                 | Pará               |
| Bordalo                     | PT           | 34.238  | 0,75%      | Breves                | Pará               |
| Toni Cunha                  | PSC          | 33.388  | 0,73%      | Marabá                | Pará               |
| Lívia Duarte                | PSOL         | 28.817  | 0,63%      | Belém                 | Pará               |
| Renato Oliveira             | PODE         | 23.230  | 0,51%      | Bragança              | Pará               |
| Aveilton Souza              | PL           | 23.230  | 0,51%      | Marabá                | Pará               |
| Coronel Neil                | PL           | 22.366  | 0,49%      | Belém                 | Pará               |